# Вінона (Міннесота)
Вінона (англ. Winona) — місто (англ. city) в США, в окрузі Вінона штату Міннесота. Населення — 25 948 осіб (2020).

## Географія
Вінона розташована за координатами 44°3′4″ пн. ш. 91°40′16″ зх. д. / 44.05111° пн. ш. 91.67111° зх. д. (44.051142, -91.671023).  За даними Бюро перепису населення США в 2010 році місто мало площу 62,51 км², з яких 48,80 км² — суходіл та 13,71 км² — водойми.

### Клімат
| Клімат : Вінона                                                                | Клімат : Вінона | Клімат : Вінона | Клімат : Вінона | Клімат : Вінона | Клімат : Вінона | Клімат : Вінона | Клімат : Вінона | Клімат : Вінона | Клімат : Вінона | Клімат : Вінона | Клімат : Вінона | Клімат : Вінона | Клімат : Вінона |
| Показник                                                                       | Січ.            | Лют.            | Бер.            | Квіт.           | Трав.           | Черв.           | Лип.            | Серп.           | Вер.            | Жовт.           | Лист.           | Груд.           | Рік             |
| Абсолютний максимум, °C                                                        | 17,8            | 22,8            | 28,9            | 35,6            | 41,7            | 41,1            | 42,2            | 39,4            | 38,9            | 33,9            | 28,9            | 18,3            | 42,2            |
| Середній максимум, °C                                                          | −2,3            | 0,2             | 6,9             | 15,8            | 22,2            | 27,0            | 29,2            | 27,9            | 23,6            | 16,2            | 6,9             | −1,1            | 14,5            |
| Середній мінімум, °C                                                           | −12             | −9,3            | −3,3            | 4,0             | 10,2            | 15,4            | 18,0            | 16,9            | 12,3            | 5,3             | −1,7            | −9,2            | 3,9             |
| Абсолютний мінімум, °C                                                         | −37,2           | −36,1           | −33,3           | −15,6           | −6,1            | 1,7             | 6,1             | 0,6             | −3,9            | −13,9           | −23,9           | −32,8           | −37,2           |
| Норма опадів, мм                                                               | 30              | 25              | 49              | 96              | 98              | 109             | 107             | 130             | 100             | 52              | 62              | 35              | 893             |
| ------------------------------------------------------------------------------ | --------------- | --------------- | --------------- | --------------- | --------------- | --------------- | --------------- | --------------- | --------------- | --------------- | --------------- | --------------- | --------------- |
| Джерело: Western Regional Climate Center (Average Minimums/Maximums 1981–2010) |                 |                 |                 |                 |                 |                 |                 |                 |                 |                 |                 |                 |                 |

## Демографія
Згідно з переписом 2010 року, у місті мешкали 27 592 особи в 10 449 домогосподарствах у складі 5022 родин. Густота населення становила 441 особа/км².  Було 10989 помешкань (176/км²).
Расовий склад населення:
| - 93,0 % — білих - 2,9 % — азіатів - 1,9 % — чорних або афроамериканців - 0,3 % — корінних американців |

До двох чи більше рас належало 1,3 %. Частка іспаномовних становила 1,7 % від усіх жителів.
За віковим діапазоном населення розподілялося таким чином: 14,4 % — особи молодші 18 років, 72,3 % — особи у віці 18—64 років, 13,3 % — особи у віці 65 років та старші. Медіана віку мешканця становила 26,7 року. На 100 осіб жіночої статі у місті припадало 89,7 чоловіків;  на 100 жінок у віці від 18 років та старших — 87,4 чоловіків також старших 18 років.
Середній дохід на одне домашнє господарство  становив 54 679 доларів США (медіана — 41 053), а середній дохід на одну сім'ю — 78 922 долари (медіана — 64 480). Медіана доходів становила 41 620 доларів для чоловіків та 32 181 долар для жінок. За межею бідності перебувало 20,1 % осіб, у тому числі 8,4 % дітей у віці до 18 років та 8,9 % осіб у віці 65 років та старших.
Цивільне працевлаштоване населення становило 15 442 особи. Основні галузі зайнятості: освіта, охорона здоров'я та соціальна допомога — 28,0 %, виробництво — 17,4 %, роздрібна торгівля — 15,3 %.

## Відомі люди
```
*
Вайнона Райдер
 (* 1971) — американська кіноактриса українсько-єврейського походження.
```